# デオキシリボヌクレオチド
デオキシリボヌクレオチド(Deoxyribonucleotide)は、デオキシリボ核酸(DNA)のモノマーである。それぞれのデオキシリボヌクレオチドは、窒素塩基、デオキシリボース糖、リン酸基の3つの部分から構成されている。窒素塩基は、常にデオキシリボースの1'炭素に結合している。リン酸基は、糖の5'炭素に結合している。
デオキシリボヌクレオチドがDNAに重合する時、1つのヌクレオチドのリン酸基がもう1つのヌクレオチドの3'炭素に結合し、脱水反応を起こしてホスホジエステル結合を形成する。新しいヌクレオチドは常に、最後のヌクレオチドの3'炭素に付加されるため、合成は常に5'方向から3'方向に進行する。